# Zaun an Zaun
Zaun an Zaun ist ein deutscher Fernsehfilm aus dem Jahr 2017, der im Auftrag der ARD-Degeto von der Yalla Productions GmbH für Das Erste produziert und im Rahmen der Reihe Endlich Freitag im Ersten erstausgestrahlt wurde. Regie führte Peter Gersina, das Drehbuch schrieben Mike Viebrock und Enno Reese. Die Hauptfigur Kenan Ataman ist eigentlich Türke, lebt aber seit dreißig Jahren in Deutschland und ist inzwischen zum spießigen Kleinbürger mutiert. Als der Zwangsverkauf seines gemieteten Wohnhauses droht, arrangiert er sich auf kreative Weise mit der Schriftstellerin Lissi Weidinger, die zugleich auch seine Vermieterin ist, um über die fristgemäße Ablieferung deren neuen Romans den Hausverkauf abzuwenden.

## Handlung
Vor dreißig Jahren ist der Türke Kenan Ataman nach Deutschland eingewandert. Inzwischen ist dieser aber deutscher als viele Deutschen und hat sich insbesondere seit dem Tod seiner Frau zum pedantischen Kleinbürger entwickelt. Ordnungsliebend und putzsüchtig duldet er in seiner Doppelhaushälfte kein Staubkorn und widmet sich im dazugehörigen Garten akribisch der Rosenzucht seiner verstorbenen Frau. Schriftstellerin Lissi Weidinger bewohnt die andere Haushälfte und ist gleichzeitig auch Kenans Vermieterin. Sie ist das genaue Gegenteil von ihm und hat häufig Zoff mit dem „Spießer von nebenan“. Ganz Lebenskünstlerin, genießt sie das Chaos in ihrem Haus und führt einen lockeren Lebensstil. Dabei ignoriert sie beispielsweise auch die Mahnungen der Bank, die nun wegen ausstehender Ratenzahlungen mit der Zwangsversteigerung des Doppelhauses droht. 
Als der Witwer dies zufällig erfährt, stellt er sie zur Rede und macht ihr Druck, denn Umziehen will Kenan auf keinen Fall. Die Lösung des Problems wäre die Fertigstellung eines neuen Romans, an dem Lissi gerade arbeitet. Nur leider steckt die Bestsellerautorin aber seit der Trennung von ihrem untreuen Exmann und Verleger Wolfgang in einer Schreibkrise. Ausgerechnet in dieser Gesamtsituation kommt es bei Lissi dann auch noch zu einem Wohnungsbrand, an dem Kenan nicht ganz unschuldig ist. Um sicherzustellen, dass die Schriftstellerin pünktlich den letzten Teil ihrer Liebesroman-Trilogie abliefern kann, gewährt er ihr Asyl bei sich und sucht pragmatisch nach Wegen, um Lissi zum Schreiben zu bringen. Dabei outet er sich auch als Fan von Lissis Büchern, die sich bei ihm seit dem Tod der Ehefrau erfolgreich als Heilmittel gegen Schlafstörungen bewährt haben. 
Mehr und mehr kommen sich die beiden persönlich näher. Kontraproduktiv sind deshalb leider Kenans erwachsene Kinder Can und Aysel. Die beiden Geschwister wollen ihren Vater dringend und ausschließlich mit einer türkischen Frau liiert sehen und unbedingt verhindern, dass aus der Zweckgemeinschaft zwischen Kenan und Lissi mehr wird. In Lissis Tochter Sofie finden die beiden eine Verbündete.

## Hintergrund
Zaun an Zaun ist die erste Produktion der Yalla Productions GmbH und wurde im Zeitraum vom 6. Oktober bis 28. Oktober 2016 in München und Umgebung gedreht. Produzenten waren Hamid Baroua und Hauptdarsteller Adnan Maral, die gleichzeitig auch die Inhaber der Produktionsfirma sind. Das Drehbuch schrieben Mike Viebrock und Enno Reese nach einem ebenfalls vom Hauptdarsteller erdachten Plot. Die Redaktion für die ARD-Degeto verantwortete Birgit Titze.

## Rezeption

### Einschaltquoten
Die Erstausstrahlung am 19. Mai 2017 zur Hauptsendezeit um 20:15 Uhr auf Das Erste wurde von 3,86 Millionen Zuschauern verfolgt, was einem Marktanteil von 13,2 % entspricht. Von den jüngeren Zuschauern entschieden sich 7,1 Prozent für den Film.

### Kritik
„Insgesamt ist ‚Zaun an Zaun‘ seinen Machern dennoch etwas brav geraten. Die Figuren wirken statisch, die Handlung erwartbar. Marals erste Produktionsarbeit wirkt ein wenig wie jene alten Degeto-Filme am Freitagabend, die man dafür kritisierte, dass sie einem festen Schema zu folgen schienen.“
– Eric Leimann auf prisma.de
„Alberne Komödie aus der Fernsehvorstadt“
– tvtoday.de
„Leider hat Regisseur Peter Gersina den komödiantischen Eifer vor allem der Hauptdarstellerin nicht bremsen können, wodurch viele Szenen übertrieben wirken.“
– Tilmann P. Gangloff auf Tittelbach.tv